# كأس إنترتوتو 1997
كأس إنترتوتو 1997 (بالإنجليزية: 1997 UEFA Intertoto Cup)‏ هو موسم من كأس إنترتوتو. أقيم خلال الفترة 21 يونيو 1997 وحتى 26 أغسطس 1997، وبمشاركة  60 فريقاً، وفاز فيه أولمبيك ليون، ونادي باستيا، ونادي أوكسير.